# Nuraghe Cherchizza A
Il nuraghe Cherchizza A, è ubicato in territorio di Siligo, sull'estremità occidentale del Santuario nuragico di monte Sant'Antonio, lungo i margini dell'altopiano alla distanza di 250 metri dal Nuraghe Cherchizza B.

## Descrizione
Si tratta probabilmente un protonuraghe a pianta quadrangolare irregolare (misura 20 m.lungo l'asse OE e 10 m. sull'asse NS), con interventi e addizioni successivi. 
Il paramento murario è costituito da enormi massi basaltici messi in opera a corsi irregolari: nel lato ovest i conci poggiano sulla roccia naturale, che ne costituisce il profilo meridionale. A nord è visibile un tratto di muratura della lunghezza di 6 m. che raggiunge l'altezza massima di 2,30 m. 
L'ingresso al nuraghe era orientato a est, nei pressi di un corridoio lungo 6,35 m., largo m. 0,90 e alto m. 1,30, messo in luce durante una campagna di scavo del 1988.
La struttura ha avuto diversi crolli ed al momento è in stato di abbandono e invasa dalla vegetazione.